# Gustaf Pfeffer

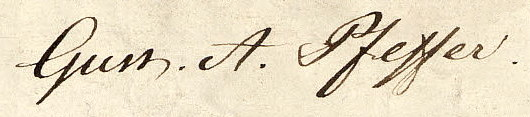
Pfeffers namnteckning, 1800.

Gustaf Albrecht Pfeffer, född 1768 i Stockholm, död 1844 i Stockholm, var en svensk arkitekt och hovintendent.

## Biografi

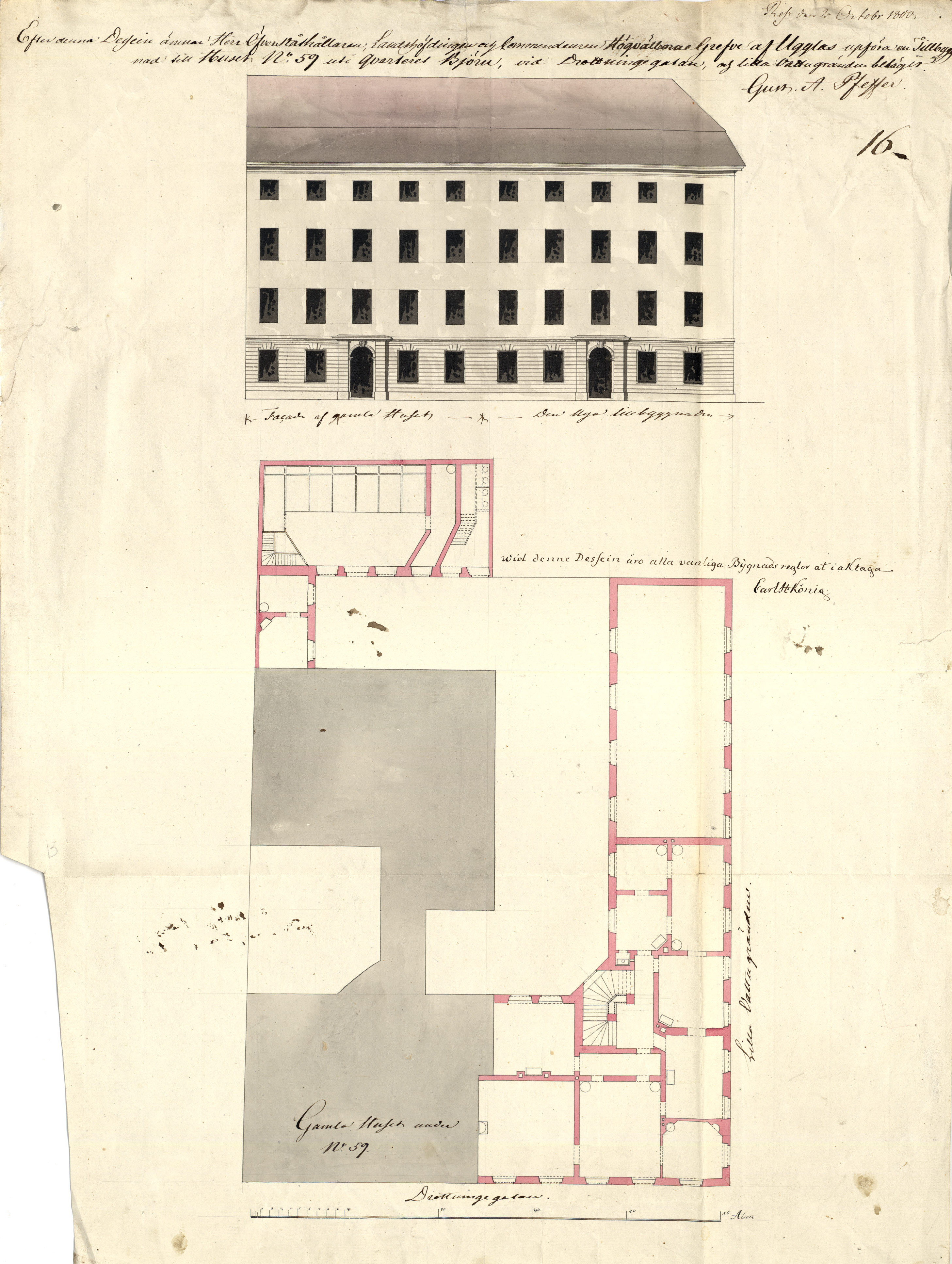
Ritning för Drottninggatan 21.

Gustaf (ibland stavat Gustav) Pfeffer härstammade från den från Schmalkalden i Thüringen invandrade sadelmakaren Johan Georg Pfeffer som var hans farfar. Fadern, Johan Peter Pfeffer, var hovsadelmakare i Stockholm. Gustaf Pfeffer blev arkitekt och ritade flera kyrkor och herrgårdar. Sedermera utnämndes han till hovintendent, konduktör och vice stadsarkitekt i Stockholm och var sysselsatt inom Överintendentsämbetet. Som vice stadsarkitekt godkände och undertecknade han många bygglovsritningar för om- och nybyggnader i Stockholm. 
Han hörde tillsammans med skulptören Fredrik Rung till den krets som bistod hovet med olika inredningsuppdrag i Stockholms slott. Till hans uppdragsgivare hörde bland andra överståthållaren Samuel af Ugglas för vilken han år 1800 ritade bostadshuset Drottninggatan 21 i kvarteret Björnen (rivet 1977) och troligen även af Ugglas herrgård Almare Stäkets säteri.

## Verk i urval
- Asarums kyrka, om- och tillbyggnad
- Kristvalla kyrka, nybyggnad
- Linneryds kyrka, nybyggnad
- Timrå kyrka, nybyggnad

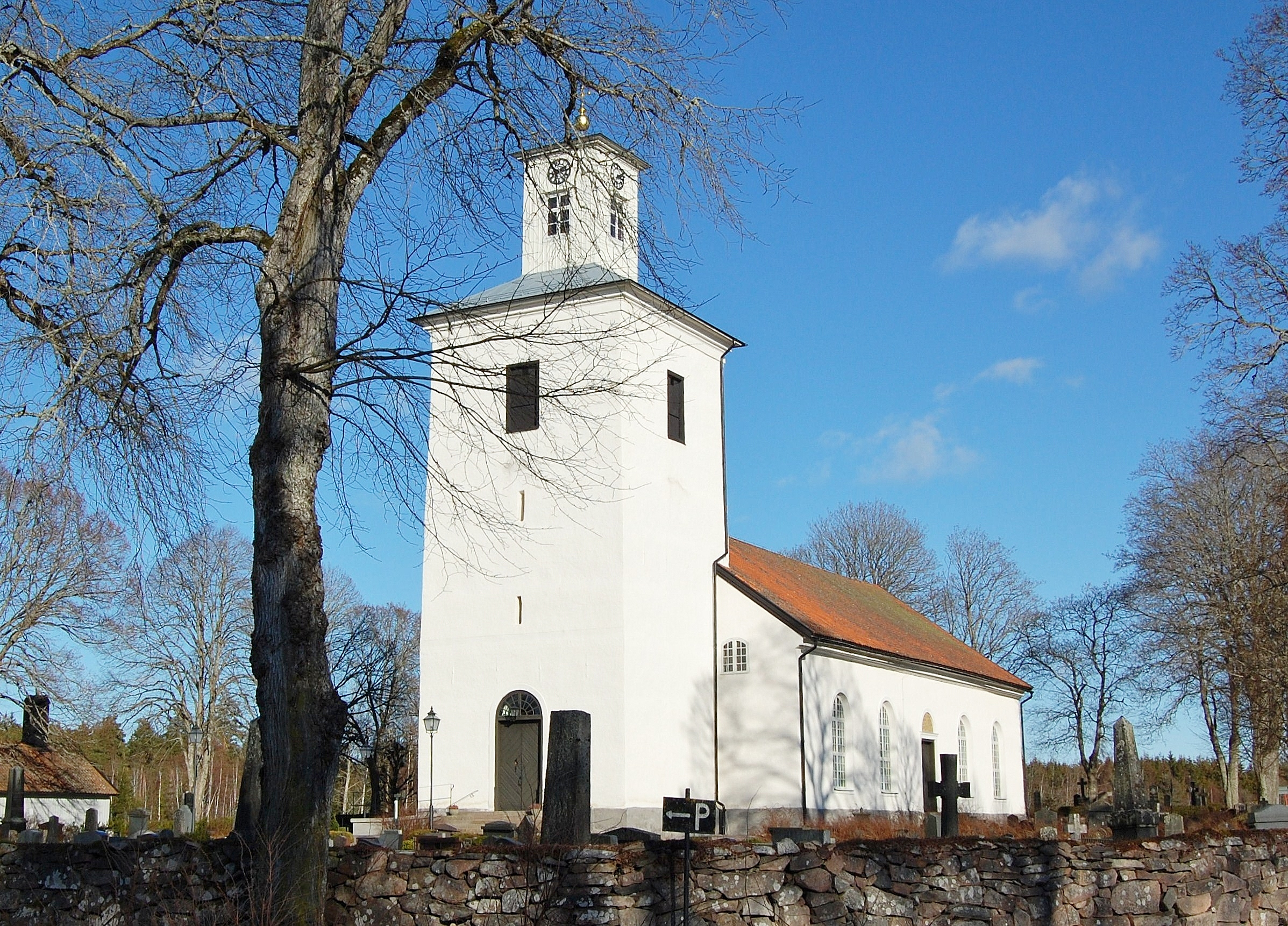
Kristvalla kyrka, ritad av Gustaf Pfeffer 1793.

- Almare-Stäkets gård, nybyggnad (tillskriven)
- Granhammars slott, påbyggnad[3]
- Drottninggatan 21, nybyggnad